# Gotthold Eisenstein
Pour les articles homonymes, voir Eisenstein.
Ferdinand Gotthold Max Eisenstein (16 avril 1823 - 11 octobre 1852) est un mathématicien prussien.

## Biographie
Comme Galois et Abel, Eisenstein est mort avant l'âge de 30 ans, et comme Abel, sa mort est due à la tuberculose. Il est né et mort à Berlin, Allemagne. Il fit ses études à l'Université de Berlin où Dirichlet était son professeur.
Gauss aurait déclaré : « Il n'y a que trois mathématiciens qui feront date : Archimède, Newton et Eisenstein. » Le choix par Gauss d'Eisenstein, lequel s'était spécialisé dans la théorie des nombres et l'analyse, peut sembler étrange à certains, mais il est justifié par le fait qu'Eisenstein avait prouvé facilement plusieurs résultats jusqu'alors inaccessibles, même à Gauss, comme d'étendre son théorème de réciprocité biquadratique (en) au cas général.

## Emprisonnement et mort
En 1848, Eisenstein est brièvement emprisonné par l'armée prussienne pour ses activités révolutionnaires à Berlin. Eisenstein a toujours eu des sympathies républicaines et, bien qu'il n'ait pas participé activement à la révolution de 1848, il a été arrêté le 19 mars de cette année-là. Bien qu'il ait été libéré un jour plus tard, le traitement sévère qu'il a subi a mis à mal sa santé déjà fragile. Mais son association à la cause républicaine lui vaut la suppression de ses allocations officielles, bien que Humboldt prenne sa défense avec ténacité.
Malgré son état de santé, Eisenstein continue d'écrire des articles sur les partitions quadratiques des nombres premiers et sur les lois de réciprocité. En 1851, à l'instigation de Gauss, il est élu à l'Académie de Göttingen ; un an plus tard, cette fois sur la recommandation de Dirichlet, il est également élu à l'Académie de Berlin.
Il meurt de la tuberculose à l'âge de 29 ans et Humboldt, alors âgé de 83 ans, accompagne sa dépouille au cimetière. Il venait d'obtenir, trop tard, le financement nécessaire pour envoyer Eisenstein en vacances en Sicile.